# Tromarey
Tromarey ist eine Gemeinde im französischen Département Haute-Saône in der Region Bourgogne-Franche-Comté.

## Geographie
Tromarey liegt auf einer Höhe von 282 m über dem Meeresspiegel, sieben Kilometer nordwestlich von Marnay und etwa 26 Kilometer westnordwestlich der Stadt Besançon (Luftlinie). Das Dorf erstreckt sich im Süden des Départements, auf einem breiten Sattel in den südwestlichen Ausläufern der Monts de Gy, nördlich des Ognon-Tals.
Die Fläche des 6,12 km² großen Gemeindegebiets umfasst einen Abschnitt der leicht gewellten Landschaft zwischen den Talebenen von Ognon im Süden und Saône im Norden. Der zentrale Teil des Gebietes wird vom Sattel von Tromarey eingenommen. Er leitet vom Plateau von Cugney (durchschnittlich auf 260 m) im Norden zur Mulde von Hugier im Süden über. Das Gebiet wird überwiegend landwirtschaftlich genutzt. Im Westen reicht der Gemeindeboden auf die Anhöhen des Mont (298 m), im Osten bis in die Waldung des Bois de Cugney, die zu den Ausläufern der Monts de Gy gehört. Mit 329 m wird hier die höchste Erhebung von Tromarey erreicht. In geologischer Hinsicht ist das Gelände aus einer Wechsellagerung von sandig-mergeligen und kalkigen Schichten der oberen Jurazeit und des Tertiärs aufgebaut. Das gesamte Gebiet zeigt keine oberirdischen Fließgewässer.
Zu Tromarey gehört der Weiler Chancevigney (250 m) in der nach Süden geöffneten Mulde von Hugier. Nachbargemeinden von Tromarey sind Cugney im Norden, Avrigney-Virey im Osten, Cult und Hugier im Süden sowie Bonboillon im Westen.

## Geschichte
Im Mittelalter gehörte Tromarey zur Freigrafschaft Burgund und darin zum Gebiet des Bailliage d’Amont. Die lokale Herrschaft hatte seit dem frühen 15. Jahrhundert die Familie d'Andelot inne. Später ging die Herrschaft an die Vaudrey. Zusammen mit der Franche-Comté gelangte Tromarey mit dem Frieden von Nimwegen 1678 definitiv an Frankreich. Zu Gebietsveränderungen kam es im frühen 19. Jahrhundert: 1805 wurde Chancevigney (1800: 88 Einwohner) eingemeindet, 1807 fusionierte auch Virey mit Tromarey. Virey wurde jedoch 1824 wieder zu einer selbständigen Gemeinde erhoben.

## Sehenswürdigkeiten
Die Kirche Saint-Pierre wurde im 18. Jahrhundert neu erbaut und besitzt eine reiche Ausstattung, darunter den Stuckaltar und zahlreiche Grabplatten. 
Sehenswert sind auch ein ehemaliger Herrschaftssitz im spanischen Stil und das Lavoir (19. Jahrhundert) am Dorfausgang nach Cugney, das einst als Waschhaus und Viehtränke diente.

## Bevölkerung
| Jahr                       | 1962 | 1968 | 1975 | 1982 | 1990 | 1999 |
| Einwohner                  | 87   | 92   | 86   | 100  | 103  | 102  |
| Quellen: Cassini und INSEE |      |      |      |      |      |      |

Mit 123 Einwohnern (1. Januar 2022) gehört Tromarey zu den kleinsten Gemeinden des Département Haute-Saône. Während des gesamten 20. Jahrhunderts bewegte sich die Einwohnerzahl im Bereich zwischen 80 und 140 Personen.

## Wirtschaft und Infrastruktur
Tromarey war bis weit ins 20. Jahrhundert hinein ein vorwiegend durch die Landwirtschaft (Ackerbau, Obstbau, Weinbau und Viehzucht) geprägtes Dorf. Heute gibt es einige Betriebe des lokalen Kleingewerbes. In den letzten Jahrzehnten hat sich das Dorf zu einer Wohngemeinde gewandelt. Viele Erwerbstätige sind deshalb Wegpendler, die in den größeren Ortschaften der Umgebung ihrer Arbeit nachgehen.
Die Ortschaft ist verkehrstechnisch gut erschlossen. Sie liegt an der Hauptstraße D67, die von Besançon nach Gray führt. Durch eine Ortsumfahrung ist der Dorfkern vom Durchgangsverkehr entlastet. Weitere Straßenverbindungen bestehen mit Hugier, Virey und Cugney.